# Cyrtomium devexiscapulae
Cyrtomium devexiscapulae är en träjonväxtart som först beskrevs av Gen'ichi Koidzumi, och fick sitt nu gällande namn av Ren-Chang Ching. Cyrtomium devexiscapulae ingår i släktet Cyrtomium och familjen Dryopteridaceae. Inga underarter finns listade.